# Досон (Минесота)
Досон (енгл. Dawson) град је у америчкој савезној држави Минесота.

## Демографија
По попису из 2010. године број становника је 1.540, што је 1 (0,1%) становника више него 2000. године.
| Група             | 2000.         | 2010.         |
| Белци             | 1.505 (97,8%) | 1.481 (96,2%) |
| Афроамериканци    | 3 (0,2%)      | 6 (0,4%)      |
| Азијати           | 5 (0,3%)      | 0 (0,0%)      |
| Хиспаноамериканци | 8 (0,5%)      | 36 (2,3%)     |
| Укупно            | 1.539         | 1.540         |